# 正義難伸
《正義難伸》（英語：The Thin Blue Line）是一部1988年由埃洛·莫里斯執導的美國紀錄片，講述藍道·戴爾·亞當斯因於1976年槍殺達拉斯警官羅伯特·W·伍德（Robert W. Wood）而受到的審判和定罪。莫里斯在為一部關於精神病學專家詹姆士·格里格森博士的電影做研究時對此案產生了興趣。格里格森博士在德州被稱為「死亡醫生」（Dr. Death），他在許多庭審作證中都判定被告「百分之百」會再犯，包括對藍道·亞當斯的審判也是。本片圍繞此案件的「前後矛盾、不一致和懸而未決」展開，通過莫里斯的調查，不僅得出了與原案不同的結論，甚至還得到了案件原嫌疑人大衛·雷·哈里斯（David Ray Harris）對亞當斯無罪的證言。本片原文片名「The Thin Blue Line」取自對警察的讚美性符號「细蓝线」，莫里斯有意以此來展現「在人民保母神格化形象背後竟是如此無法無天」的諷刺。
雖然獲得了許多獎項，但本片在紀錄片影評人眼中頗具爭議，他們認為在紀錄片中不應該使用事件重現的方式呈現，因此儘管贏得了幾個最佳紀錄片獎，本片並沒有獲得奧斯卡獎提名，影評人罗杰·埃伯特拒絕將此事歸咎於「學院評審委員無法欣賞創新的電影製作手法」。
2001年，《正義難伸》因在「文化上、歷史上或美學上具重要意義」而被美國國會圖書館選入國家影片登記表保存。

## 背景
1985年，莫里斯在構思出《正義難伸》之前，他起初計劃要製作一部有關於司法精神病學家詹姆士·格里格森博士的紀錄片。被稱為「死亡醫生」的格里格森博士在100多場最終判處被告死刑的庭審中作證。作為一名精神病學專家，格里格森博士因在死刑案件中為檢方提供證詞而聞名。根據德州法律，只有陪審團確信被告不僅有罪，而且如果不被處以死刑，將來還會再犯下暴力犯罪的情況下，才能判處被告死刑。幾乎在每一個案例中，格里格森博士都會在對被告進行檢查後作證，稱被告為無法治癒的反社會者，並且「百分之百確定」對方會再殺人。
為了拍攝這部電影，莫里斯先向公共广播电视公司尋求並獲得了初始經費，此外莫里斯還獲得了公共藝術基金會的資助。利用得到的經費，莫里斯得以與格里格森博士進行初步的訪談。在訪談中，格里格森博士建議莫里斯應該從所有他在法庭上作證的囚犯身上開始研究，於是在這次訪談後的首次研究中，莫里斯與藍道·戴爾·亞當斯會面，並開始了解他的案子。在案件當時的庭審中，格里格森博士告訴陪審團若亞當斯活著，他將持續威脅著大眾，但莫里斯在實際與亞當斯交流後，便開始懷疑他是否真的犯了罪。此外莫里斯也得知了格里格森博士對被告的「檢查」通常不到一個小時，而且手法極其草率，如經常要求囚犯模仿塗鴉。
莫里斯後來選擇將研究重點放在對亞當斯被定罪一事的調查上，格里格森博士則完全沒出現在《正義難伸》的最終剪輯中。

## 概要
本片呈現了有關達拉斯警官羅伯特·伍德槍擊案調查的一系列採訪，並根據亞當斯、本案真兇大衛·雷·哈里斯、主審法官唐納·J·梅特卡夫（Donald J. Metcalfe）、艾米麗·米勒（Emily Miller）和R·L·米勒（R. L. Miller）等證人、以及格斯·羅斯（Gus Rose）、傑奇·強森（Jackie Johnson）、馬歇爾·塔奇頓（Marshall Touchton）等偵探的證詞和回憶再現了犯罪過程。在庭審中為亞當斯辯護的律師伊迪絲·詹姆士（Edith James）和丹尼斯·懷特（Dennis White）也在本片中現身說法；兩人推測之所以亞當斯在有證據顯示哈里斯行兇的情況下仍被指控犯罪的原因是因為犯案當下的哈里斯是未成年人、而亞當斯則是能依據德州法律被判處死刑的成年人所致。負責該案的檢察官道格拉斯·D·穆德（Douglas D. Mulder）並沒有出現在本片中。
本片的原文片名來自檢察官穆德在結案陳詞中的一句話，即警察是將社會與「無政府」分開的「细蓝线」。這句話改編自魯德亞德·吉卜林的詩《湯米》中的一句詩詞，該詩中將英國士兵「汤米·阿特金斯」們稱為「細紅線」（thin red line）。

## 風格與手法
本片由戲劇重現事件始末、精心創作的配樂以及採訪者們的證詞組成。莫里斯經常被稱讚將黑色电影美學重新運用到紀錄片的形式中。電影學者查爾斯·穆瑟（Charles Musser）稱讚莫里斯在《正義難伸》中的「虛構電影」手法。莫里斯也聲稱他所有電影在風格上都在公然「反真實」。莫里斯以劇情片而非典型紀錄片的方式呈現人物，不給受訪者加上正式身份，而是讓觀眾在觀看過程中判斷誰是誰。此外莫里斯還將菲利普·葛拉斯創作的配樂在受訪者陳述時播放，進一步強化了帶給觀眾的劇情片感，這也是紀錄片中非常規的手法。莫里斯經常將《正義難伸》與黑色電影聯繫起來，進一步強調它與虛構電影製作慣例的聯繫。
本片中的事件重現場景是根據證人的陳述精心構建的。盡管莫里斯常被認為是在紀錄片中使用事件重現手法的第一人，但此並非為真。本片重現了多個版本的槍擊事件，但並沒有重現真兇哈里斯射殺伍德警官的版本。

## 製作
在製作本片前，莫里斯曾在紐約市當私家偵探並調查紐約市股票市場的欺詐交易多年，於是在對亞當斯/哈里斯殺警案吸引他的注意後，亞當斯就將當私家偵探學到的技能應用於對此案的研究上。
哈里斯早前因在1985年9月1日謀殺馬克·沃克·梅斯（Mark Walker Mays）而受到審判並判處死刑，而莫里斯本來在這起謀殺案發生的那個週末安排了與哈里斯的面談。莫里斯在接受詹姆士·休斯（James Hughes）採訪時表示：「我常說這是他錯過面談時我聽過最喜歡的藉口：『對不起，我跑去殺人了。』」
莫里斯讓採訪對象直視鏡頭的採訪風格使得他日後開發出一個被他的妻子稱為「Interrotron」的特殊設備，該設備也在莫里斯1997年執導的另一部紀錄片《又快又賤又失控》中首次投入使用。莫里斯應用Interrotron的方法通常是將自己置於幕布後面並與一台攝影機對視，那台攝影機會把莫里斯的影像傳送到受訪者面前的攝影機上類似提詞器的設備中，從而使受訪者能在不直接看到莫里斯的情況下邊對著鏡頭邊與他的影像交談。
莫里斯與哈里斯在本片最後的訪談只有聲音搭上從不同角度錄下的錄音機鏡頭，這並不是最初計劃好的。採訪當天，由於莫里斯的攝影機壞了，使他只得用錄音機來記錄對話。
公共广播公司、國家藝術基金會、節目開發公司製作公司（Program Development Company Productions Inc.）、公共電視台（Public Television Stations）和安達保險公司集團都資助了這部紀錄片的製作。

## 配樂
本片的配樂由菲利普·葛拉斯創作、科特·蒙卡西（Kurt Munkasci）製作、麥可·里斯曼（Michael Riesman）指揮交響樂團錄製、並由鄧瓦根音樂出版公司（Dunvagen Music Publishers, Inc.）發行電影原聲帶。

莫里斯聲稱他在葛拉斯加入之前就曾拿葛拉斯此前作品的混音帶，包括《Mishima》、《In the Upper Room》、《Glassworks》等，來編輯成本片的試用配樂。在接受《POV magazine》專欄記者馬克·格拉斯曼（Marc Glassman）的採訪時，莫里斯解釋了他為何會請葛拉斯創作配樂的理由：
「我很幸運能說服他（菲利普·葛拉斯）親自創作配樂。有人問我：『為什麼選擇菲利普·葛拉斯？』，我說：『因為他比任何人都更擅長表現存在恐懼（existential dread）。他是存在恐懼的大師』」

## 發行

### 宣傳
由於莫里斯不希望被貼上紀錄片的標籤，宣傳他的電影往往並非易事。發行商米拉麥克斯影業最初也是看上本片非傳統的風格而選擇了本片，並利用宣傳手法讓本片得以「從藝術影院走進電影院」。時任米拉麥克斯影業主管哈維·溫斯坦宣稱：「米拉麥克斯從未有過一部以人的生命危在旦夕的電影」。本片的宣傳海報設計得如同偵探小說一樣，並配上標語「一部軟調色情電影、死亡醫生、一杯巧克力奶昔、一個愛管閒事的金髮女郎和《卡蘿爾·伯內特秀》。解開這個謎團將是一場謀殺。」（A softcore movie, Dr. Death, a chocolate milkshake, a nosy blonde and The Carol Burnett Show. Solving this mystery is going to be murder.）
溫斯坦對莫里斯在採訪中的表現相當不滿，還寫了一張紙條給莫里斯要求他在電視採訪上加大宣傳力度。紙條上的部分內容是「我聽了你在NPR的採訪，而你很無聊」，要求莫里斯將這部電影作為一種高度驚悚和情感體驗、類似於觀看驚悚片或恐怖電影的體驗來推銷，並建議他採用更短、更清晰的句子。

### 票房
《正義難伸》在美國與加拿大的票房合計收入為120萬9846美元，僅在首映週末就有一家電影院獲得了1萬7814美元的票房收入。雖然本片在自1982年以來票房收入最高的紀錄片中排名第95位，莫里斯表示他在製作過程中還是虧損了。

### 家庭媒體
《正義難伸》於2005年7月由米高梅首度發行成DVD，澳洲則要等到2007年6月才會由Umbrella Entertainment發行DVD，Umbrella Entertainment發行版中有該公司自做的本片預告片為特別收錄內容。标准收藏於2015年3月在北美發行了本片的藍光特別版，並附有導演莫里斯和電影製片人约书亚·奥本海默的訪談影片。

## 迴響

### 評價
《正義難伸》在影評匯總網站爛蕃茄上收獲了100%的好評率，而在Metacritic上則根據12名評論家的評分給出了79/100分，達到「整體上好評」。影評吉恩·西斯科在《芝加哥論壇報》將本片評為1988年最佳電影的第七名。本片贏得了數個小獎項，但因為使用了戲劇式事件重現，美國影藝學院拒絕提名本片為最佳紀錄片。《帝國雜誌》的金·紐曼（Kim Newman）評價本片「引人入勝且令人恐懼，是對劣質調查之危險最強而有力的證詞」。罗杰·埃伯特給本片打了3.5/4星，並寫道：「莫里斯在《正義難伸》中的視覺風格不同於任何傳統的紀錄片形式。儘管他採訪的拍攝方式是從頭到肩直拍的，但他的攝影機框住受訪對象的方法讓我們非常仔細地觀察、通過我們的所見所聞來瞭解他們」。德森·湯姆森給了本片滿分，稱這部電影「更像是一場醒著的噩夢，而不是一部紀錄片。這是一個關於謀殺和正義無法伸張的真實故事，包裹在超現實主義偵探小說的虛構陰霾中，它會讓你連續幾天處於恍惚狀態。」
《正義難伸》是1988年度十大電影排行中獲得影評人投票最多的電影，但與第二名的《百萬金臂》僅一票之差。

### 榮譽
| 年份 | 獎項                                                  | 類別                | 結果 |
| ---- | ----------------------------------------------------- | ------------------- | ---- |
| 1988 | 國際紀錄片協會                                        | IDA獎               | 獲獎 |
| 1988 | 堪薩斯城影評人協會（Kansas City Film Critics Circle） | 最佳紀錄片          | 獲獎 |
| 1988 | 洛杉磯影評人協會                                      | 最佳紀錄片/非虛構片 | 提名 |
| 1988 | 國家評論協會                                          | 最佳紀錄片          | 提名 |
| 1988 | 紐約影評人協會                                        | 最佳紀錄片          | 獲獎 |
| 1989 | 美國影視剪輯師協會                                    | 最佳紀錄片編輯      | 提名 |
| 1989 | 波士頓影評人協會                                      | 最佳紀錄片          | 獲獎 |
| 1989 | 多維爾影展                                            | 影評人獎            | 提名 |
| 1989 | 愛倫·坡獎                                             | 最佳電影            | 獲獎 |
| 1989 | 第4屆獨立精神獎                                       | 最佳影片            | 提名 |
| 1989 | 第4屆獨立精神獎                                       | 最佳導演            | 提名 |
| 1989 | 第26屆金馬獎                                          | 最佳外片            | 獲獎 |
| 1989 | 國家影評人協會                                        | 最佳紀錄片          | 獲獎 |
| 2001 | 美國國家電影保護局                                    | 國家影片登記表      | 入選 |
| 2014 | 電影之眼榮譽獎                                        | 影響力榮譽獎        | 獲獎 |

由於被宣傳為「非虛構片」而不是紀錄片，本片被取消奧斯卡獎最佳紀錄片的入圍資格。

### 影響
《綜藝雜誌》在2008年的紀錄片回顧中將本片譽為「過去20年來最具政治色彩的電影作品」。本片對後來的電視和紀錄片產生了相當大的影響，通常被認為是現代犯罪現場重現風格的開創性作品。2001年，本片因在「文化上、歷史上或美學上具重要意義」而被美國國會圖書館選入國家影片登記表保存。時事電視將本片列入2011年特別節目《死前必看的50部紀錄片》名單中的第二名。在月刊《视与听》2014年的調查中，《正義難伸》被影評人們評為史上最佳紀錄片的第五名。本片也是仿紀錄片影集《紀錄進行時》第一季第四集《The Eye Doesn't Lie》的惡搞題材。

## 事後發展
莫里斯對此案的調查顯示了有五名證人作偽證。由於本片面世，亞當斯（他的死刑判決早前於1980年被美國最高法院推翻，隨後被德州州長比爾·克萊門茨改判為無期徒刑）的判決被德州刑事上訴法院推翻，案件被退回達拉斯縣重審。地方檢察官辦公室拒絕再次起訴此案，而亞當斯隨後在1989年的人身保護令聽證會上被下令釋放。
亞當斯出獄後，他與莫里斯就他故事的版權展開了一場法律戰。此事後來以庭外和解做結，而亞當斯也被授予任何以他的人生為主題的創作或製作內容的所有權。亞當斯本人談到此事時說：「莫里斯先生認為他對我的人生故事擁有獨家權利。我起訴埃洛·莫里斯不是為了錢或為了拿到《正義難伸》多少%的分成，儘管媒體是這樣講我的。」
莫里斯這邊則回憶道：「當[亞當斯]出獄後，他對自己簽署了一份讓我有權使用他的人生故事的授權書感到非常生氣。他覺得我好像偷了他的東西，也許我有過，也許我只是不明白因為莫須有的罪行而坐了那麼久的冤牢是什麼感覺。從某種意義上說，這整起瘋狂的交易和授權書是我和他的律師的關係促成的。這是一個漫長而復雜的故事，但我想人們在哪，哪就會有麻煩。」
雖然亞當斯被冤獄十二年，但德州不用賠償他一毛錢。如果根據德州現行法律，亞當斯被發現被錯誤定罪，他每年的監禁將獲得8萬美元的賠償，但由於亞當斯被釋放是因為他的案件被駁回，而不是因為他被赦免，所以在他被釋放後無法獲得來自國家的錯誤定罪賠償。亞當斯後來成為一名反死刑倡議人士。他於2010年10月因腦癌去世，但由於他過著隱姓埋名的生活，他的死訊要直到2011年6月才被媒體報導。

## 後現代主義
一些學者認為，莫里斯通過質疑謀殺案事件的確定性，將本片打造成一部後現代主義電影。電影評論家琳達·威廉斯在提及理論家弗里德里克·詹姆森的理論框架時寫道，只尋求揭示過去的紀錄片擁護「對已失去的過去的強烈懷舊」的概念，而《正義難伸》反其道而行，通過掩蓋先前確定的歷史來暗示亞當斯的清白。
《史丹佛法律評論》專欄作者理查·舍溫（Richard Sherwin）認為《正義難伸》實際上呈現了兩種情節。他說莫里斯透過非線性故事的構建和排序，以易於理解的手法呈現一個涉及哈里斯而不是亞當斯的故事，這與最初涉及亞當斯的故事沒有什麼不同，但卻是個令人信服的歷史重述。舍溫說，另一種情節是「後現代懷疑主義」的一個例子。舍溫在這個概念中指出社會學家尚·布希亞對後現代媒體「扁平化」的解釋意義以及「真理、權威和歷史」不可能存在。
舍溫也批評《正義難伸》未能解決他所謂的「非因果」情節，他提到了有關該案的某些細節沒有獲得解答，例如亞當斯犯罪當晚實際上在哪裡（亞當斯本人聲稱他在汽車旅館房間裡看電視然後睡著了，但這沒有得出結論性的解釋，當時在汽車旅館房間裡的亞當斯的兄弟也沒有出現在電影中證實這一解釋）。與其回應這些問題，本片的結尾放棄了「非因果」情節，回歸到易於相信的敘事，將哈里斯描繪成真凶。舍溫認為電影應該接受挑戰，穿過歷史的陰雲，抵制敘事的誘惑，履行「只有在沒有合理懷疑的情況下才定罪的宣誓義務」。

莫里斯在現代藝術博物館接受採訪時否認自己有任何後現代傾向，並打趣道：
「我不是後現代主義者。我住在麻州的劍橋，而那裡的好處之一就是電話簿中沒有「布希亞」的名字。對我來說，一個純淨而純粹的物質世界是存在的，世上也確實有事件發生。在《正義難伸》中，找出誰駕駛那輛車、誰從座位下面拔出槍、誰射殺了警察是非常重要的。諸如此類的問題不是可供爭奪的。」 
莫里斯在《哥倫比亞新聞評論》的採訪影片重申了他對真理內在價值的看法，承認人們的歷史觀總是有缺陷的，但仍然應當尋求真理。

## 延伸閱讀
- Renée R. Curry: Errol Morris' Construction of Innocence in "The Thin Blue Line". In: Rocky Mountain Review of Language and Literature, Vol. 49, No. 2 (1995), pp. 153–167.
- Matthew Sorrento: Documenting Crime: Genre, Verity, and Filmmaker as Avenger. In: Caroline Picart, et al. (eds.): Framing Law and Crime. Fairleigh Dickinson UP, 2016. ISBN 978-1-61147-705-4.
- Linda Williams: Truth, History, and The Thin Blue Line. In: Barry Keith Grant/Jeannette Sloniowski (eds.): Documenting the documentary: close readings of documentary film and video. 1998. ISBN 978-0814326398

## 外部連結
- 互联网电影数据库（IMDb）上《正義難伸》的资料（英文）
- ErrolMorris.com上的《正義難伸》 （页面存档备份，存于）
- 《The Thin Blue Line: A Radical Classic （页面存档备份，存于）》—由查爾斯·穆瑟在标准收藏上發表的文章
- 《正義難伸》電影預告片 （页面存档备份，存于）
- MUBI上《正義難伸》 （页面存档备份，存于）的資料